# ألويس كايزر (مبشر)
ألويس كايزر (بالفرنسية: Alois Kayser) هو مبشر فرنسي وألماني، ولد في 29 مارس 1877 في لوبستين في فرنسا، وتوفي في 21 أكتوبر 1944 في ولاية تشوك في ولايات ميكرونيسيا المتحدة.